# Тушуреби
Тушуреби (груз. ტუშურები) — село в Грузии, на территории Тианетского муниципалитета края (мхаре) Мцхета-Мтианети.

## География
Село находится в северо-восточной части Грузии, на берегах реки Кусно (правый приток Иори), на расстоянии приблизительно 4 километров (по прямой) к западу от посёлка городского типа Тианети, административного центра муниципалитета. Абсолютная высота — 1159 метров над уровнем моря.

## Население
По результатам официальной переписи населения 2014 года в Тушуреби проживало 344 человека (179 мужчин и 165 женщин). В национальной структуре населения грузины составляли 100 %.
| Год  | Население, человек |
| ---- | ------------------ |
| 2002 | 521                |
| 2014 | ↘ 344              |